# یوشیکازو ناگای
یوشیکازو ناگای (به انگلیسی: Yoshikazu Nagai) بازیکن فوتبال اهل ژاپن و عضو تیم ملی فوتبال ژاپن است که در تاریخ ۱۳ اوت ۱۹۷۱ میلادی اولین بازی ملی‌اش را انجام داد. او در ۶۹ بازی ملی حضور داشت و آخرین بازی ملی خود را در تاریخ ۳۰ مارس ۱۹۸۰ میلادی انجام داد. یوشیکازو ناگای در بازی‌های ملی‌اش
۹ گل به ثمر رساند.